# ژاک لامبر
ژاک لامبر (فرانسوی: Jacques Lambert‎; ۱۴ ژانویهٔ ۱۸۹۱ – تاریخ ورودی نامعتبر است) معمار اهل فرانسه بود.
از افتخارات وی میتوان به کسب مدال نقره برنامه‌ریزی شهری و مدال برنز طراحی ساختمان در بخش مسابقات هنری بازی‌های المپیک تابستانی ۱۹۲۸ اشاره کرد.